# ららぽーと富士見
三井ショッピングパークららぽーと富士見（みついしょっぴんぐぱーくららぽーとふじみ、LaLaport FUJIMI）は埼玉県富士見市にあるショッピングセンターである。

## 概要
埼玉県富士見市の富士見川越バイパス沿い西側、富士見市役所の北向かいにあり、東武東上線の鶴瀬駅東口から約1.5kmに位置する。敷地面積約152,000m2、店舗面積約80,000m2（同社のららぽーとTOKYO-BAY、横浜に次ぐ規模）で、開業時点で東上線エリア最大級の293店が入居するショッピングセンターとなっている。東武東上線沿線ではららぽーと志木（1979年開業・2005年廃業）以来10年ぶりの再展開であり、ららぽーとの北関東エリアにおける旗艦店と位置付けられている。年間売上高は450億 - 500億円を見込んでいる。

## 沿革
当初の計画では敷地面積約163,000m2、店舗面積約82,000m2を有し、2009年秋の開業を予定していたが、2008年夏の段階では開発計画に反対する地権者の土地取得交渉が難航するなど地元の協力が得られず、計画はいったん白紙化された。しかし富士見市は三井不動産と再び計画の調整に入っている旨を、2011年12月に公式ウェブサイトなどで公表。その後地権者などの同意を得て、2015年の開業を目指す方針が決定した。
- 2012年3月16日 - 農地法に基づく農地転用許可・都市計画法に基づく開発許可[6]
- 2012年9月3日 - 造成工事の着工[7]
- 2013年10月25日 - 建築工事の着工[4]。
- 2015年4月10日 - 開業[8][1][2]。

## 主要テナント
ハンズ、ユザワヤ、リブロ、ZARA、ノジマなどの主なテナントの他に、丸広百貨店のサテライト店舗なども入居する。

### 核テナント
- ヤオコー - 売り場面積2,756m2、年間売り上げ40億円を見込んでいる。ヤオコーの店舗数としては143店舗目[9][10]。

### 特色あるテナント
- レゴストア - レゴの直営店舗の日本第1号店。
- チームラボアイランド - チームラボによる「学ぶ！未来の遊園地」の日本唯一の常設店舗[11]。

#### TOHOシネマズららぽーと富士見
9スクリーン／1,591席（車椅子18席）を有する、TOHOシネマズの運営によるシネマコンプレックス。
2009年に開業予定だった頃はユナイテッド・シネマが映画館として入居予定だったものの、延期された際に出店中止。その後、TOHOシネマズが出店決定し現在に至る。TOHOシネマズとしては埼玉県内初出店、かつ富士見市としては初めての映画館となった当館の開業により、関東地方1都6県でTOHOシネマズが存在しないのは群馬県のみとなった（2024年9月現在）。
7番スクリーンには国内初となるMediaMation社の4D上映システム「MediaMation MX4D」を導入。また1番スクリーンには『ドルビーアトモス』および同社独自規格スクリーン『TCX』を導入している。
| No. | 座席 | 車椅子 | サイズ(m) | サイズ(m) | 3D 対応 | 備考      |
| No. | 座席 | 車椅子 | 縦        | 横        | 3D 対応 | 備考      |
| --- | ---- | ------ | --------- | --------- | ------- | --------- |
| 1   | 371  | 2      | 7.8       | 18.7      | ○       | TCX/Atmos |
| 2   | 199  | 2      | 4.7       | 11.3      |         |           |
| 3   | 199  | 2      | 4.7       | 11.3      | ○       |           |
| 4   | 176  | 2      | 5.0       | 11.8      |         |           |
| 5   | 163  | 2      | 4.9       | 11.6      |         |           |
| 6   | 89   | 2      | 3.6       | 8.6       |         |           |
| 7   | 108  | 2      | 4.6       | 11.0      | ○       |           |
| 8   | 147  | 2      | 4.6       | 11.0      |         |           |
| 9   | 139  | 2      | 4.9       | 11.8      |         |           |

全スクリーンに米・クリスティ社のスピーカーシステム「ヴィヴ・オーディオ」を採用。

## ギャラリー
- 店内
- TOHOシネマズが入る棟
- 吹き抜けの空間(1Fにはフードコート)

## 交通アクセス

### 鉄道
東武東上線鶴瀬駅から約1.5km。なお2015年6月3日の埼玉新聞によると鶴瀬駅東口の午前8時から午後8時の乗降客数が2015年3月が5600人に対し2015年5月の連休時には約1万5千人と三倍に増えたと報道されている。

### バス
以下の駅より、ららぽーと富士見行きの路線バスが運行されている。
- 東武バスウエスト[14]
  - 鶴瀬駅東口（鶴02）
  - ふじみ野駅東口（ふじ05）
  - 志木駅東口（志25）
- 西武バス[15]
  - 大宮駅西口（大35）